# Всероссийская олимпиада школьников по физике
Всероссийская олимпиада школьников по физике  — ежегодное состязание по физике среди учащихся 7-11 классов. Одна из предметных олимпиад в рамках Всероссийской олимпиады школьников.

## История
Первые физические олимпиады были организованы МГУ для московских школьников в 1938 году. В феврале 1962 года силами сотрудников и студентов Московского физико-технического института (МФТИ) была проведена первая «большая» олимпиада по физике. Первая Всесоюзная олимпиада школьников была проведена в 1967 году в Москве. Начиная со 2-й Всесоюзной олимпиады (1968 год, г. Ереван) в программу соревнований по физике были включены не только теоретические, но и экспериментальные задачи.
Первым председателем Центрального оргкомитета был академик И. К. Кикоин. С 1988 года Центральный оргкомитет возглавлял член-корр. РАН, ректор Московского физико-технического института Н. В. Карлов.
Для организации Всесоюзных олимпиад и разработки методических материалов при Центральном оргкомитете были созданы Методические комиссии по предметам, руководимые учёными, профессорами вузов. Центральную предметно-методическую комиссию до 2015 года возглавлял профессор МФТИ С. М. Козел. В настоящее время возглавляет проректор МФТИ А. А. Воронов,
На заключительный, Всероссийский, этап олимпиады отбираются школьники, показавшие лучшие результаты на предыдущих этапах. Согласно Положению о Всероссийской олимпиаде, проводятся: школьный, муниципальный (районный, окружной) и региональный (областной или краевой, в Москве, Санкт-Петербурге и Севастополе — городской) этапы. Также вплоть до 2008 года проводился федеральный окружной этап (ранее, в СССР, называвшийся зональным и проводившийся по 4 зонам РСФСР, не включавших в себя Москву и Санкт-Петербург) в 7 округах: Северо-Западный регион, Центральный, Приволжский, Уральский, Сибирский, Дальневосточный, Южный, а также в Москве и Санкт-Петербурге.
В 2009 году официальное признание получила Лаборатория по работе с одарёнными детьми, которая организует всероссийский этап, а также сборы участников от России на международную олимпиаду.
В 2021 году изменились полные баллы за задачи — теперь за теоретическую задачу можно получить не более 12 баллов, а за экспериментальную — не более 20. До 2021 года полные баллы равнялись 10 и 15 соответственно. Таким образом, с 2021 года максимальный балл на олимпиаде равен 100 вместо 80.
Всесоюзные олимпиады проводились до начала 90-х годов XX в., при этом Всероссийской олимпиадой тогда считался зональный тур по РСФСР. Последняя XXV Всесоюзная олимпиада по физике была проведена в 1991 году в Ташкенте. XXVI олимпиада, проведённая в апреле 1992 года на базе Московского физико-технического института (г. Долгопрудный), называлась Межреспубликанской. В мае 1992 года в Госкомитете РФ по народному образованию было принято решение в дальнейшем на тех же организационных принципах, на которых ранее проводились Всесоюзные олимпиады, проводить Всероссийские олимпиады. Таким образом, проводимая ныне Всероссийская олимпиада по физике стала преемницей Всесоюзной олимпиады. Это нашло своё отражение и в порядковых номерах Всероссийских олимпиад.
| Всесоюзные         | Всесоюзные | Всесоюзные   |
| ------------------ | ---------- | ------------ |
| Год                | №          | Город        |
| 1967               | I          | Москва       |
| 1968               | II         | Ереван       |
| 1969               | III        | Алма-Ата     |
| 1970               | IV         | Свердловск   |
| 1971               | V          | Новосибирск  |
| 1972               | VI         | Тбилиси      |
| 1973               | VII        | Ленинград    |
| 1974               | VIII       | Горький      |
| 1975               | IX         | Калуга       |
| 1976               | X          | Минск        |
| 1977               | XI         | Фрунзе       |
| 1978               | XII        | Ашхабад      |
| 1979               | XIII       | Львов        |
| 1980               | XIV        | Рига         |
| 1981               | XV         | Ташкент      |
| 1982               | XVI        | Баку         |
| 1983               | XVII       | Вильнюс      |
| 1984               | XVIII      | Ереван       |
| 1985               | XIX        | Куйбышев     |
| 1986               | XX         | Алма-Ата     |
| 1987               | XXI        | Таллин       |
| 1988               | XXII       | Тбилиси      |
| 1989               | XXIII      | Кишинёв      |
| 1990               | XXIV       | Вологда      |
| 1991               | XXV        | Ташкент      |
|                    |            |              |
| Межреспубликанская |            |              |
| 1992               | XXVI       | Долгопрудный |

| Всероссийские олимпиады | Всероссийские олимпиады | Всероссийские олимпиады |
| ----------------------- | ----------------------- | ----------------------- |
| Год                     | №                       | Город                   |
| 1993                    | XXVII                   | Санкт-Петербург         |
| 1994                    | XXVIII                  | Тула                    |
| 1995                    | XXIХ                    | Челябинск               |
| 1996                    | XXX                     | Орёл                    |
| 1997                    | XXXI                    | Березники               |
| 1998                    | XXXII                   | Чебоксары               |
| 1999                    | XXXIII                  | Ульяновск               |
| 2000                    | XXXIV                   | Пермь                   |
| 2001                    | XXXV                    | Саратов                 |
| 2002                    | XXXVI                   | Волгоград               |
| 2003                    | XXXVII                  | Воронеж                 |
| 2004                    | XXXVIII                 | Ярославль               |
| 2005                    | XXXIX                   | Саранск                 |
| 2006                    | XL                      | Снежинск                |
| 2007                    | XLI                     | Санкт-Петербург         |
| 2008                    | XLII                    | Новосибирск             |
| 2009                    | XLIII                   | Жуковский               |
| 2010                    | XLIV                    | Белгород                |
| 2011                    | XLV                     | Оренбург                |
| 2012                    | XLVI                    | Саранск                 |
| 2013                    | XLVII                   | Владивосток             |
| 2014                    | XLVIII                  | Санкт-Петербург         |
| 2015                    | XLIX                    | Екатеринбург            |
| 2016                    | L                       | Сочи                    |
| 2017                    | LI                      | Казань                  |
| 2018                    | LII                     | Тюмень                  |
| 2019                    | LIII                    | Томск                   |
| 2020                    | LIV                     | —                       |
| 2021                    | LV                      | Тюмень                  |
| 2022                    | LVI                     | Сириус                  |
| 2023                    | LVII                    | Санкт-Петербург         |
| 2024                    | LVIII                   | Сириус                  |
| 2025                    | LIX                     | Саранск                 |

## Этапы проведения олимпиады
Школьный и муниципальный этапы
Проведение олимпиады начинается со школьного этапа в 1 четверти. Задание школьного этапа обычно содержит 5 теоретических задач и разрабатывается муниципальным предметно-методическим комитетом. Школьный этап олимпиады обычно проверяется учителями школ. Далее следует муниципальный этап, на который приглашаются участники, набравшие необходимое количество баллов на школьном этапе. В комплекте заданий для муниципального этапа также содержится 5 теоретических задач, но допускается наличие 1 экспериментальной задачи
.
Региональный этап
За муниципальным этапом следует региональный этап, на который приглашаются школьники со всего региона, набравшие необходимое количество баллов на муниципальном этапе. Задания для регионального этапа составляются уже Центральным Предметно-Методическим Комитетом (ЦПМК) по физике, и они едины для всей страны. Региональный этап проходит в 2 тура: теоретический тур и экспериментальный тур (если для муниципального этапа эксперимент — это редкость, то на региональном этапе эксперимент присутствует всегда). Разница между турами ровно 2 дня, первым проводится теоретический тур, содержащий ровно 5 задач и длящийся 5 часов (до 2010 года у 9 классов было 4 задачи), а через 2 дня проводится экспериментальный тур, содержащий ровно 2 практические задачи и длящийся 5 часов: по 2 часа 20 минут на задание, а также 20 минут на перерыв для смены оборудования. Затем следует проверка олимпиады. Олимпиада проверяется региональным жюри по единым критериям, разработанным в ЦПМК, и может длиться как меньше дня, так и неделю. После проверки олимпиады обязательно проводится апелляция, на которой школьник может не согласиться с выставленным ему баллом и доказать, что выставленные баллы не до конца соответствуют критериям оценивания, после чего выставленная оценка корректируется и заносится в итоговый протокол. Региональный этап ВсОШ по физике проводится во второй половине января.
Граничные баллы, необходимые для участия в региональном этапе ВсОШ по физике:

(также на региональный этап приглашаются победители и призеры регионального этапа прошлого года)
| Класс    | 2020/21 г. | 2021/22 г. | 2022/23 г. | 2023/24 г. | 2024/25 г. |
| -------- | ---------- | ---------- | ---------- | ---------- | ---------- |
| 9 класс  | 45 из 74   | 59 из 85   | 30 из 60   | 27 из 60   |            |
| 10 класс | 33 из 75   | 33 из 70   | 23 из 60   | 31 из 60   |            |
| 11 класс | 40 из 80   | 50 из 79   | 29 из 60   | 34 из 63   |            |

Заключительный этап
Олимпиада ежегодно завершается заключительным этапом. В середине февраля ЦПМК получает доступ к протоколам регионального этапа всех регионов, после чего определяет проходные баллы на заключительный этап и объявляет их в конце февраля — начале марта.
Проходные баллы на заключительный этап ВсОШ по физике:
| Класс    | 2013 г. | 2014 г. | 2015 г. | 2016 г. | 2017 г. | 2018 г. | 2019 г. | 2020 г. | 2021 г. | 2022 г. | 2023 г. | 2024 г. |
| -------- | ------- | ------- | ------- | ------- | ------- | ------- | ------- | ------- | ------- | ------- | ------- | ------- |
| 9 класс  | 65      | 49,5    | 51      | 57      | 64      | 55      | 70      | 56      | 71      | 77      | 75      | 79      |
| 10 класс | 59,5    | 58,5    | 56,5    | 57      | 53      | 63      | 62      | 58      | 66      | 83      | 73,5    | 76,5    |
| 11 класс | 50      | 56,5    | 58      | 62      | 56      | 67      | 58      | 55      | 57      | 70      | 62      | 68      |

Заключительный этап обычно проводится в первой половине апреля в шесть дней. В первый день проводится открытие олимпиады. Со второго по четвёртый дни проводятся экспериментальный, а затем теоретический туры, содержащие такое же количество задач, как и на региональном этапе. В пятый день проводится апелляция и определяются победители и призёры олимпиады. Завершающий день олимпиады — закрытие и награждение. Призёры и победители заключительного этапа приглашаются в следующем году на заключительный этап вне зависимости от результатов регионального этапа. То же самое верно для регионального и муниципального этапов — победители и призёры соответствующих этапов приглашаются на них в следующем году без отбора.

## Олимпиада по физике имени Дж. К. Максвелла
С 2000 года для учеников 7 и 8 классов проводится аналог регионального этапа ВсОШ — Олимпиада по физике имени Дж. К. Максвелла, задания для которой составляет также ЦПМК по физике. С 2016 года в апреле проводится заключительный этап этой олимпиады в образовательном центре «Сириус» и Долгопрудном. Олимпиаде предшествует образовательная программа, на которой ученики 7-х и 8-х классов, участвующие в заключительном этапе Олимпиады, знакомятся с тонкостями олимпиадной физики: культурой оформления, теорией эксперимента, поведением во время олимпиады, различными подходами к решению сложных задач. Единственные отличия этой олимпиады от ВсОШ заключаются в том, что на теоретическом туре даётся 4 задачи (соответственно, тур длится 4 часа), а за одну теоретическую задачу ставится максимум 15 баллов, в то время как на ВсОШ максимальный балл равен 12. До 2021 года за теоретические и экспериментальные задачи ставили не более 10 баллов..

## Другие олимпиады по физике для школьников
В России в течение учебного года для школьников проводится ещё ряд олимпиад по физике кроме ВсОШ. Согласно Перечню
, существует 3 уровня олимпиад. Успешное выступление на этих олимпиадах даёт льготы при поступлении в ВУЗы России. Участие в этих олимпиадах и разбор задач прошлых лет может быть полезно как тренировка.
- (1 ур) олимпиада "Физтех" [130][131]. (№54 в Перечне) Для 9-11 классов. Отборочные этапы (онлайн) 06.10.24, 20.10.24 и 02.11.2024 года.[132][133] Финал (очно) 15 февраля.2025 года. на множестве площадок в городах России и других стран[134].
- (1 ур) олимпиада "Росатом" [135]. (№72 в Перечне) Для 7-11 классов. С 1.11.24 по 28.11.24 - отборочный (дистанционный) тур. В феврале-марте заключительный тур. Проводит МИФИ.
- (1 ур) олимпиада "Ломоносов" [136][137]. (№50 в Перечне) Отборочный этап 8-15 ноября 2024 года. Заключительный этап в конце февраля. Проводит МГУ.
- (1 ур) олимпиада "Покори Воробьевы горы!" [138][139]. (№52 в Перечне) Отборочный этап (онлайн) с 19.11.24. по 14.01.25.[140]. Заключительный этап апрель 2025. Проводят МГУ и МК.
- (1 ур) олимпиада "Московская олимпиада школьников" [141]. (№39 в Перечне) Для 7-11 классов. Отборочный тур (онлайн) с 21.11.24 по 01.12.24. Заключительные туры пройдут в феврале-марте 2025 г.
- (1 ур) олимпиада "Инженерная" [142]. (№20 в Перечне) Для 9-11 классов. С 01.11.24 по 13.12.24 - отборочный (дистанционный) тур. Заключительный тур – февраль 2025. Проводит МИФИ.
- (1 ур) олимпиада "СПбГУ" [143]. (№61 в Перечне)  Для 8-11 классов. Отборочный этап 01.11.24 — 13.01.25.
- (2 ур) олимпиада "Объединённая межвузовская" [144]. (№42 в Перечне) Для 9-11 классов. Отборочный тур проходил 10.03.24. - 12.04.25. (онлайн). Заключительный тур пройдёт 14.04.25.
- (2 ур) олимпиада "Всесибирская" [145]. (№16 в Перечне) Для 7-11 классов. Отборочный тур – 10 ноября 2024 (очно). Заключительный тур – 9 марта 2025. Проводят НГУ и СУНЦ НГУ.
- (2 ур) олимпиада "Открытая Сибирского Федерального округа "Будущее Сибири" "[146] (№64 в Перечне) Для 7-11 классов. Регистрация до 30.11.24. Отборочный тур (очно) 08.12.2024 г.
- (2 ур) олимпиада "Курчатов" [147]. (№44 в Перечне) С 31.01.25. по 19.02.25.  отборочный дистанционный тур. Примерно в апреле 2025 – финал. Финал проходит очно в тридцати городах России.
- (2 ур) олимпиада "Городская открытая СПб" [148]. (№18 в Перечне) И отборочный (23.11.24.) тур и финал проходят очно. Могут участвовать школьники из других городов.
- (2 ур) олимпиада "Интернет олимпиада" [149] (№21 в Перечне) Для 7-11 классов. Дистанционный тур 1: 24-30 ноября 2024 г. Дистанционный тур 2: 19-25 января 2025 г. Заключительный (очный) тур: 15 марта 2025 г. (суббота).
- (3 ур) олимпиада "Газпром" [150] (№71 в Перечне) Отборочный дистанционный тур 01.11.2024 - 15.01.2025 гг. Заключительный (очный) тур в феврале.
- (3 ур) олимпиада "Открытая (ОРМО) Томской обл." [151]. (№69 в Перечне) Отборочный этап (8-11 кл.), дистанционно 2.11.2024. – 10.01.2025. Заключительный этап: 02.03.2025.
- (3 ур) олимпиада "Шаг в будущее" [152]. (№55 в Перечне) Для 8-11 классов. Отборочные (дистанционные) туры проходят: 1 Волна	11 - 14 октября 2024 года, 2 Волна 8 - 11 ноября 2024 года, 3 Волна 29.11.24. - 02.12.2024. Второй этап (заключительный) проводится в МГТУ им. Н.Э. Баумана и на региональных площадках.
- (3 ур) олимпиада "Открытая олимпиада школьников"[153] (№66 в Перечне) Для 7-11 классов. Отборочных этапов два: 1 тур 4-15 декабря 2024 г. 2 тур 5-16 февраля 2025 г. Заключительный этап 23 марта 2025 г. Проводит ИТМО.
- (3 ур) олимпиада "Твой путь в настоящую науку" [154][155]. (№81 в Перечне) Проводят НГУ и СО РАН [156]. Отборочный этап пройдёт в смешанном формате (формат может выбрать сам участник): дистанционно 2-8.12.2024. или очно 01.12.2024. в НГУ. Заключительный этап – март 2025 г.
- (3 ур) олимпиада "Надежда энергетики"[157] (№51 в Перечне)
- (3 ур) олимпиада "УрФУ "Изумруд" " [158]. (№28 в Перечне) Проводит УрФУ. Отборочный (онлайн) этап: октябрь — 18.01.2025. Заключительный (очный) этап: 26.01.2025.
- (без) олимпиада "Гранит науки" [159]. Проводит Горный университет СПб. Отборочный (дистанционный) тур с 25.11.2024 по 24.02.2025. Очный финал в феврале-марте 2025.
- (без) олимпиада "Политехническая СПбПУ" [160][161]. Отборочный тур (онлайн) с 16 декабря 2024 по 31 января 2025.
- (без) олимпиада "Океан знаний"[162] Отборочный этап 28 октября 2024 года — 9 января 2025 года. Проводит ДВФУ.
- (без) олимпиада "Многопрофильная олимпиада РТУ МИРЭА" [163]. Заочный отборочный этап с 01.11.2024 по 31.01.2025. Заключительный этап (проводится в очной форме) 23 марта 2025 года.
- (без) олимпиада "Phystech.International" [164][165]. Для 9-11 классов. Проводит МФТИ. Отборочный тур (онлайн) 29.09.2024 и 06.10.2024. Регистрация на отборочный тур до 15-го сентября. Заключительный этап (проводится в очной форме) обычно в марте.

* В скобках слева - уровень олимпиады.